# Lulach
Lulach (škot. Lughlagh mac Gille Chomghain) (?, 1029. – Essie, 17. ožujka 1058.), škotski kralj od 1057. do 1058. godine. Imao je nadimke Nesretni i Slaboumni. Bio je sin škotske princeze Grouch i njena prvog supruga, mormaera Gille Coemgáin od Morayja. Nakon muževe smrti, Grouch se preudala za Macbetha, koji ga je posinio. Godine 1040. Macbeth je postao škotski kralj, a jer nije imao svoje djece, njegov prijestolonasljednik postao je posinak Lulach.
Godine 1057., princ Malcolm ubio je kralja Macbetha, no Macbethovi pristaše su ipak uspjeli Lulacha okruniti za novog škotskog kralja. Bio je prvi kralj koji je okrunjen u Sconeu. Unatoč tome, vladao je svega osam mjeseci, jer ga je ubio Malcolm, sin kralja Duncana I. († 1040.), koji je naslijedio škotsku krunu kao Malcolm III. Canmore.
Lulachov sin, Máel Snechtai, povukao se, prema nekim izvorima, u samostan, dok drugi izvori navode mogućnost da je uzeo naslov kralja Škotske i sukobio se bezuspješno s Malcolmom III.

## Vanjske poveznice
- Kralj Lulach Škotski (1057.-1058.) - britroyals.com (engl.)
- Kralj Lulach - undiscoveredscotland.co.uk (engl.)

| Prethodnik:           | Kralj Škota (1057. - 1058.) | Nasljednik:                |
| Macbeth (1040.-1057.) | Kralj Škota (1057. - 1058.) | Malcolm III. (1058.-1093.) |